# Capellades (Spagna)
Capellades è un comune spagnolo di 4 881 abitanti situato nella comunità autonoma della Catalogna.
Vi ha sede l'azienda di calzature Munich.